# Спаська вежа
55°45′09″ пн. ш. 37°37′17″ сх. д. / 55.7525° пн. ш. 37.6214° сх. д.
Спаська вежа (рос. Спа́сская ба́шня, Фро́ловская, Фло́ровская, Фролола́врская, Иерусали́мские воро́та) — проїзна вежа Московського Кремля, що виходить на Красну площу. Побудована в 1491 році архітектором П'єтро Антоніо Соларі. В 1624—1625 роках (за іншими даними — в 1626 році) англійський архітектор Христофор Галовей надбудував вежу багатоярусним надвершям у готичному стилі. В 1937 році на споруді помістили навершя у вигляді рубінової зорі. У верхній частині вежі встановлений відомий годинник-куранти.

## Архітектурні особливості
Історик С. П. Бартенєв вказує наступні параметри Спаської вежі: висота — 34 сажнів, периметр підмурів'я — 29 сажнів, висота нижньої частини — 14 сажнів, висота верхньої — 20 сажнів, кількість поверхів — 10. Конструкція складена з великовагової цегли, вага кожної з цеглин сягає 8 кг. Для цоколя і архітектурного декору використовували лекальну цеглу. Подвійні мури споруди скріплені кам'яними упорами і обладнані прохідними галереями, кам'яними і дерев'яними сходами.
Внизу Спаська вежа представлена подовженим паралелепіпедом. У верхній частині кожної з його сторін розташовані сім напівциркульних віконних рам, виділених білокамінним поясом. У наверші об'єму — напівзакладені подовжені вікна. З боку Красної площі і Кремля фасади декоровані готичними фронтонами, що спиралися б на доричні колони. З усіх боків чотиригранний об'єм увінчаний низкою арок, прикрашених білокамінними башточками, різьбленими стовпчиками, колонами і щипцями. Вони обрамлені зубчиками і перехоплені поясом маленьких раковин і розеток, а також оформлені скульптурами міфологічних левів і ведмедів, що тримають флагштоки у вигляді куль. Кути четверика підкреслені білокам'яними пірамідами з позолоченими флюгерами.
Верхня частина башти представлена четвериком з годинником, над яким височить восьмигранний об'єм, прикрашений арками, колонами і балюстрадами. Вони завершені восьмигранним дахом з прогонами готичної форми, розділеними подвійними колонками.
Відвідна стрільниця зберегла архітектурні форми XV століття і представлена прямокутником, який вже нижнього обсягу вежі. Конструкція не має даху і у верхній частині по периметру оформлена рядом зубців. Кути декоровані лопатками з п'єдесталами.

### Напис на Спаській брамі
Над брамою з внутрішньої і зовнішньої сторони встановлені білокам'яні плити з пам'ятними написами: ззовні латинською, усередині — староцерковнослов'янською мовою. Зміст написів дещо розрізняється:
Слов'янський напис
|  | У рік 6999 [1491 рік від Р. Х.] липня місяця божою милістю зроблена була сія стрільниця повелінням Івана Васильовича государя і самодержця всея Русі і великого князя Володимирського і Московського і Новгородського і Псковського і Тверського і Югорського і Вятського і Пермського і Болгарського та інших на 30 році правління його, а робив Петро Антоній з міста Медіолана. Оригінальний текст (ст.-слов.) В ЛѢТО • ҂Ѕ҃ЦЧѲ • І҆Ꙋ́ЛІА • БОЖЬЕЮ МИЛОСТИЮ҃ • СДѢЛАНА БЫⷭ҇ СЇА СТРѢЛНИЦА ПОВЕЛѢНЇЕМЪ II І҆Ѡ҃АННА ВАСІЛЬЕВІЧА ГДⷭ҇РА И҆̀ САМОДРЪЖЦА ВСЕѦ РꙊСИИ И • ВЕЛИКОГО КНЅ҃Ѧ ВОЛО//ДИМЕРЬСКОГО • И МОСКОВСКОГО • И НОВОГОРОДСКОГО • И ПСКОВСКОГО. И ТВЕРЪСКОГО • И ЮГ//ОРСКОГО • И҆ ВАТСКАГО • И ПЕРМЬСКОГО • И БОЛГАРСКОГО • И ИНЫⷯ В̾ Л҃-Е ЛѢ<Т>О ГДР//ЬСТВА ЕГО А • ДѢЛАЛ ПЕТРЪ АНТОНІС • Ѿ ГРАДА МЕДІѠЛАНА. |

Латинський напис
|  | Іоанн Васильович Божою милістю великий князь Володимерії, Московії, Новогардії, Тверії, Плесковії, Ветиції, Онгарії, Пермії, Булгарії та ін. і всея Русі государ, на 30 році правління, ці вежі Петрові Антонію Солярію Медіоланцю у рік від народження Господнього 1491, березневі календи, ставити повелів Оригінальний текст (лат.) IOANNES VASILII DEI GRATIA MAGNUS DUX VOLODIMERIÆ, MOSCOVIÆ, NOVOGARDIÆ, TFERIÆ, PLESCOVIÆ, VETICIÆ, ONGARIÆ, PERMIÆ, BUOLGARIÆ ET ALIAS TOTIUSQUE RAXIE DOMINUS, ANNO 30 IMPERII SUI HAS TURRES CONDERE FECIT ET STATUIT PETRUS ANTONIUS SOLARIUS MEDIOLANENSIS ANNO NATIVIT ATIS DOMINI 1491 KALENDIS MARTIIS IUSSIT PONERE. |

### Спаський міст
За правління Василія III між Москвою-рікою і Неглинною уздовж стін фортеці проклали Алевізів Рів. Від Фролівських воріт через водотік перекинули дерев'яний підйомний міст. Незабаром через жвавий рух його замінили арковим кам'яним і стали іменувати Спаським. На мосту регулярно виставляли лубочні картинки, на підходах стояли жебраки, каліки і сліпі.